# 34-й отдельный моторизованный понтонно-мостовой батальон
Не следует путать с 34-м понтонно-мостовым батальоном 34-й танковой дивизии
34-й отдельный моторизованный понтонно-мостовой Нарвский батальон — воинская часть в вооружённых силах СССР во время Великой Отечественной войны.

## История
Сформирован в районе  Малой Вишеры путём переформирования  1241-го отдельного сапёрного батальона 3-й сапёрной бригады.
В составе действующей армии с 6 апреля 1942 по 11 марта 1945 года.
С момента формирования и до осени 1943 года действует в интересах всего Волховского фронта, обеспечивая переправы, подъездные пути и иные коммуникации фронта во всех операциях, где фронт был задействован. Осенью 1943 года батальон был направлен на подготовку переправ через Волхов в полосе наступления 59-й армии севернее Новгорода, в преддверии Ленинградско-Новгородской операции, а затем в ходе операции, начавшейся в середине января 1944 года, продолжает обеспечивать нужды армии. В феврале 1944 года подчинён 8-й армии, и обеспечивает её переправы на плацдарм у Нарвы, летом 1944 года действия в ходе Нарвской и Таллинской операции, где отличился при освобождении Нарвы.
С конца сентября 1944 года обеспечивает переправу через пролив шириной 26 километров артиллерии, грузов и автомашин двух дивизий  8-й армии на острова Моонзундского архипелага в ходе Моонзундской десантной операции.
После этого дислоцировался в Эстонии, с марта 1945 года не принимал участия в боевых действиях. 
На 1944 год батальоном командовал майор Ермилов Георгий Афанасьевич

## Подчинение
| Подчинение по месяцам | Подчинение по месяцам                                      | Подчинение по месяцам | Подчинение по месяцам | Подчинение по месяцам |
| Дата                  | Фронт (округ)                                              | Армия                 | Корпус (группа)       | Примечания            |
| --------------------- | ---------------------------------------------------------- | --------------------- | --------------------- | --------------------- |
| 1 мая 1942 года       | Ленинградский фронт (Группа войск Волховского направления) | -                     | -                     | -                     |
| 1 июня 1942 года      | Ленинградский фронт (Волховская группа войск)              | -                     | -                     | -                     |
| 1 июля 1942 года      | Волховский фронт                                           | -                     | -                     | -                     |
| 1 августа 1942 года   | Волховский фронт                                           | -                     | -                     | -                     |
| 1 сентября 1942 года  | Волховский фронт                                           | -                     | -                     | -                     |
| 1 октября 1942 года   | Волховский фронт                                           | -                     | -                     | -                     |
| 1 ноября 1942 года    | Волховский фронт                                           | -                     | -                     | -                     |
| 1 декабря 1942 года   | Волховский фронт                                           | -                     | -                     | -                     |
| 1 января 1943 года    | Волховский фронт                                           | -                     | -                     | -                     |
| 1 февраля 1943 года   | Волховский фронт                                           | -                     | -                     | -                     |
| 1 марта 1943 года     | Волховский фронт                                           | -                     | -                     | -                     |
| 1 апреля 1943 года    | Волховский фронт                                           | -                     | -                     | -                     |
| 1 мая 1943 года       | Волховский фронт                                           | -                     | -                     | -                     |
| 1 июня 1943 года      | Волховский фронт                                           | -                     | -                     | -                     |
| 1 июля 1943 года      | Волховский фронт                                           | -                     | -                     | -                     |
| 1 августа 1943 года   | Волховский фронт                                           | -                     | -                     | -                     |
| 1 сентября 1943 года  | Волховский фронт                                           | -                     | -                     | -                     |
| 1 октября 1943 года   | Волховский фронт                                           | -                     | -                     | -                     |
| 1 ноября 1943 года    | Волховский фронт                                           | 59-я армия            | -                     | -                     |
| 1 декабря 1943 года   | Волховский фронт                                           | 59-я армия            | -                     | -                     |
| 1 января 1944 года    | Волховский фронт                                           | 59-я армия            | -                     | -                     |
| 1 февраля 1944 года   | Волховский фронт                                           | 59-я армия            | -                     | -                     |
| 1 марта 1944 года     | Ленинградский фронт                                        | 8-я армия             | -                     | -                     |
| 1 апреля 1944 года    | Ленинградский фронт                                        | 8-я армия             | -                     | -                     |
| 1 мая 1944 года       | Ленинградский фронт                                        | 8-я армия             | -                     | -                     |
| 1 июня 1944 года      | Ленинградский фронт                                        | 8-я армия             | -                     | -                     |
| 1 июля 1944 года      | Ленинградский фронт                                        | 8-я армия             | -                     | -                     |
| 1 августа 1944 года   | Ленинградский фронт                                        | 8-я армия             | -                     | -                     |
| 1 сентября 1944 года  | Ленинградский фронт                                        | 8-я армия             | -                     | -                     |
| 1 октября 1944 года   | Ленинградский фронт                                        | 8-я армия             | -                     | -                     |
| 1 ноября 1944 года    | Ленинградский фронт                                        | 8-я армия             | -                     | -                     |
| 1 декабря 1944 года   | Ленинградский фронт                                        | 8-я армия             | -                     | -                     |
| 1 января 1945 года    | Ленинградский фронт                                        | -                     | -                     | -                     |
| 1 февраля 1945 года   | Ленинградский фронт                                        | -                     | -                     | -                     |
| 1 марта 1945 года     | Ленинградский фронт                                        | -                     | -                     | -                     |

## Награды и наименования
| Награда    | Дата       | За что получена |
| ---------- | ---------- | --------------- |
| «Нарвский» | 09.08.1944 |                 |